# Naturschutzgebiet Peenetal von Jarmen bis Anklam
Koordinaten: 53° 55′ 9″ N, 13° 24′ 31″ O
Das Naturschutzgebiet Peenetal von Jarmen bis Anklam ist ein 3414 ha umfassendes Naturschutzgebiet in Mecklenburg-Vorpommern, das am 20. Mai 2010 ausgewiesen wurde. Es umfasst Teile des Peenetals mit Torfstichen, Flusstalmooren, Bruchwäldern und Wiesen.
Die bisherigen Naturschutzgebiete Peenewiesen bei Gützkow, Peenetal westlich des Gützkower Fährdamms sowie Teilflächen des Naturschutzgebiets Unteres Peenetal (Peenetalmoor) gehen in dem neu geschaffenen Naturschutzgebiet auf.

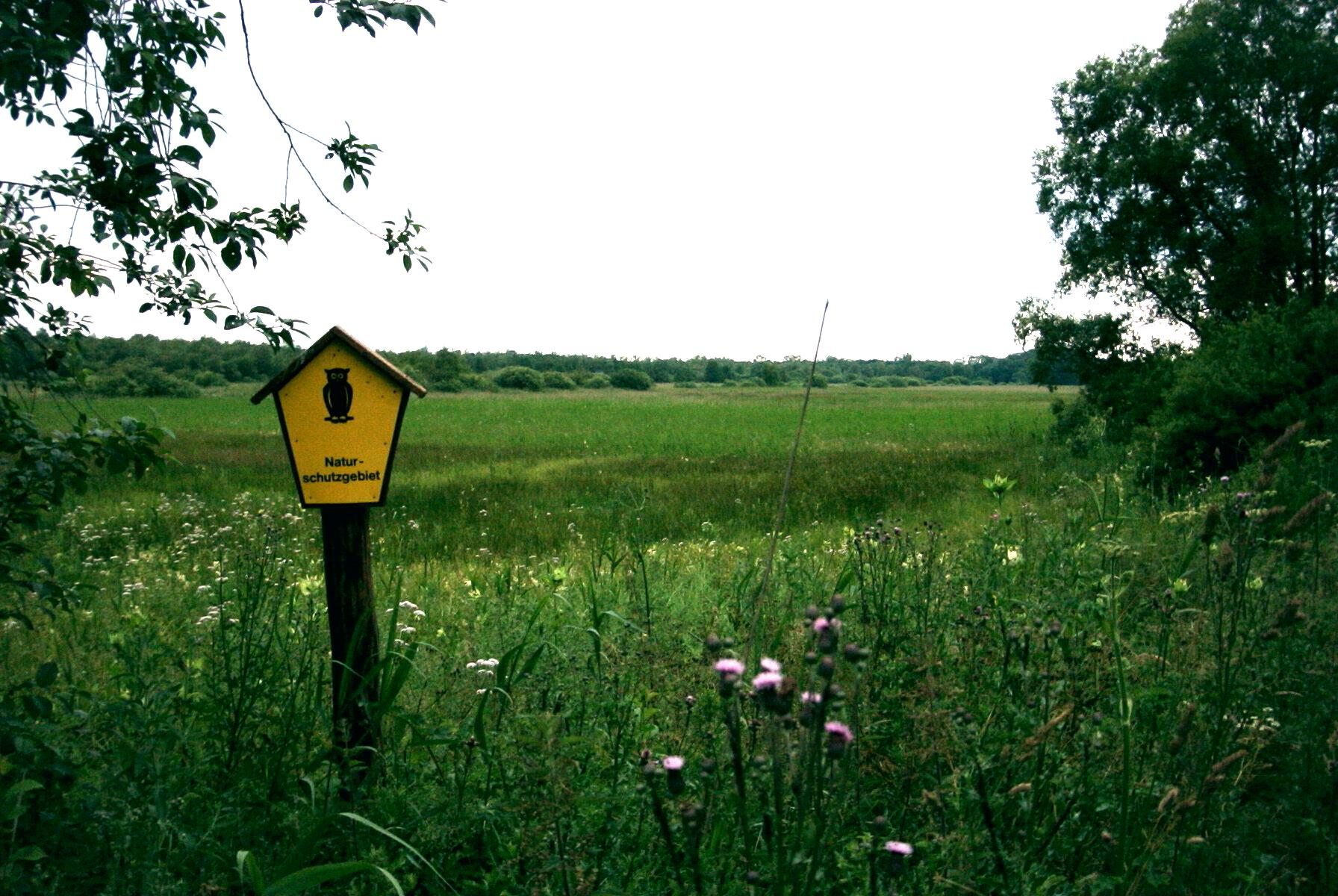
Naturschutzgebiet Peenewiesen bei Gützkow am Pulsatillenhügel
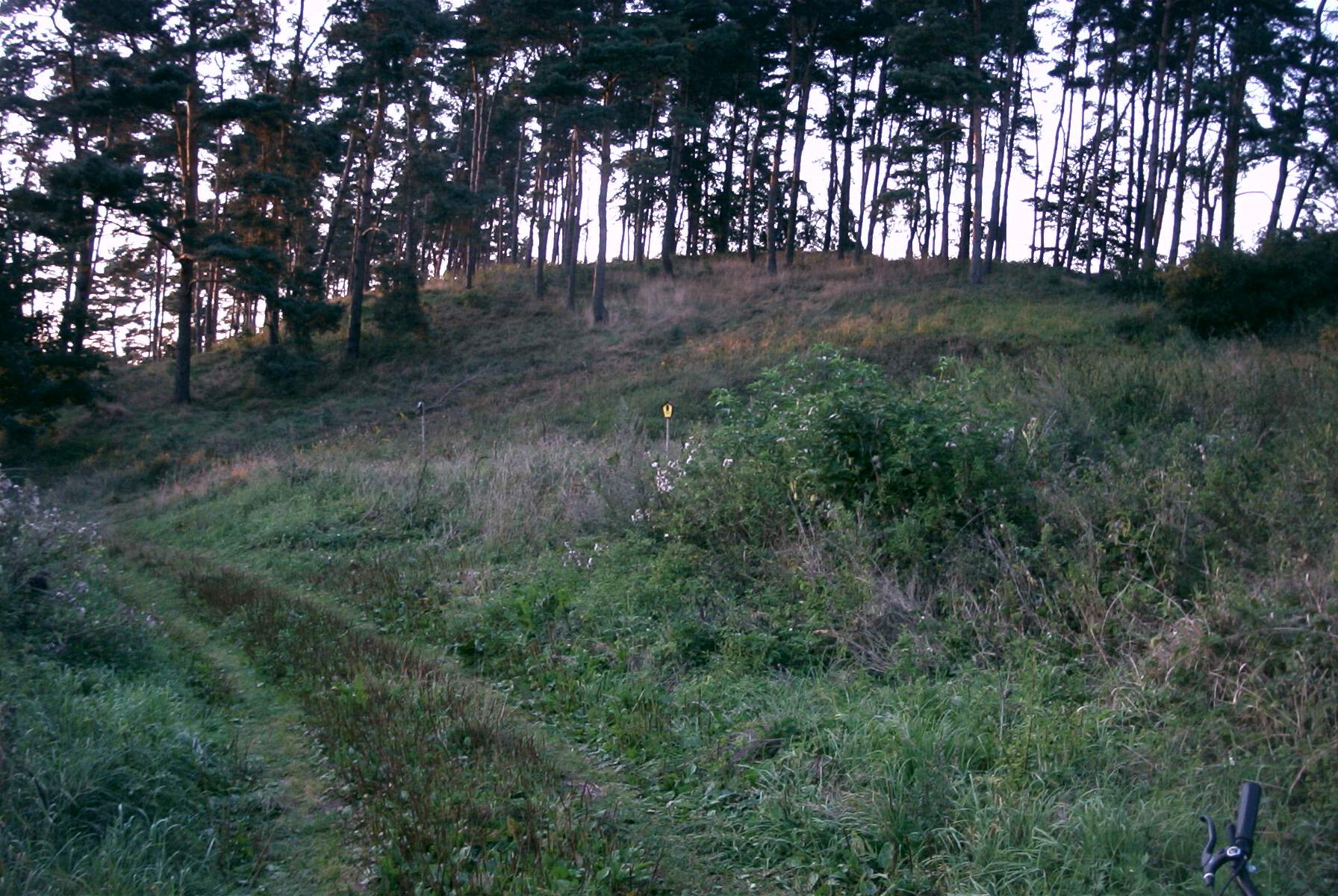
Pulsatillenhügel - Pentiner Fischerhaus Gützkow
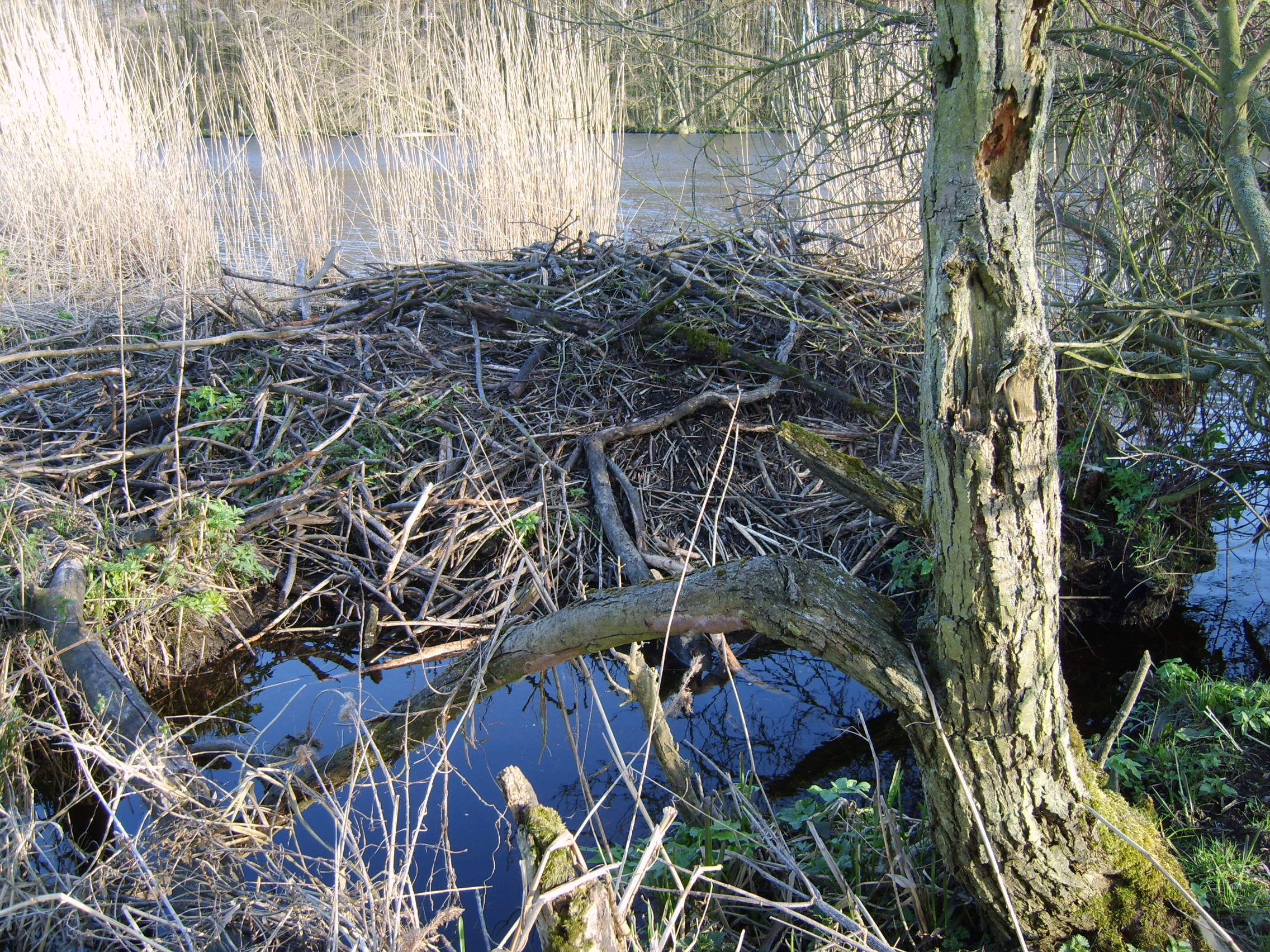
Biberburg an der Fähre Gützkow
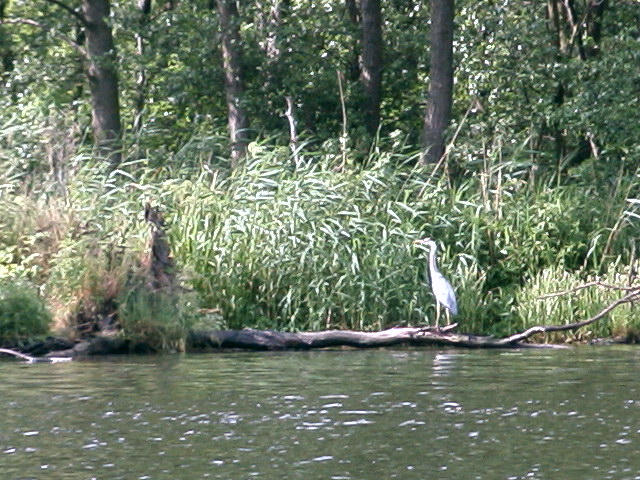
Reiher an der Peene bei Gützkow